# Igor Budan
Igor Budan (* 22. April 1980 in Rijeka) ist ein ehemaliger kroatischer Fußballspieler, er spielt auf der Position eines Stürmers.

## Karriere
Igor Budan begann seine Karriere in seiner Heimatstadt, beim HNK Rijeka. In der Saison 1999/00 wechselte er erstmals ins Ausland zum AC Venedig in die italienische Serie A. In der Folge wechselte Budan regelmäßig den Verein und spielte dabei vornehmlich in der italienischen Serie B, jedoch vermochte er sich nirgends nachhaltig durchzusetzen. Seinen Durchbruch schaffte er in der Saison 2003/04, als er für den damaligen Serie-B-Verein Atalanta Bergamo in 23 Partien elf Treffer erzielen konnte und damit dafür sorgte, dass Bergamo in die Serie A aufstieg. In der folgenden Saison kam er zwar häufig zum Einsatz, traf jedoch nur fünf Mal, am Ende belegte Atalanta einen Abstiegsplatz und kehrte damit in die Serie B zurück. Nach acht Partien für Bergamo wechselte Budan in der Saison 2005/06 zu Ascoli Calcio und kehrte damit in die Serie A zurück. Zur Saison 2006/07 wechselte Budan dann zum FC Parma, wo er 13 Saisontore verbuchen konnte und somit wesentlichen Anteil am Klassenerhalt seines Vereins hatte. In der Saison 2008/09 wechselte er zu US Palermo. Für die Saison 2010/11 wurde er zur AC Cesena verliehen. Im Sommer 2011 kehrte er nach Palermo zurück.

## Erfolge
- Meister der Serie B: 2006